# Sturer Emil
12.8 cm Selbstfahrlafette auf VK30.01(H) „Sturer Emil“ („Tvrdohlavý Emil“) byl experimentální německý stíhač tanků z období druhé světové války. Byl založen na podvozku Henschel VK3001 prodlouženém o jedno pojezdové kolo a vyzbrojen kanonem Rheinmetall 12,8 cm K L/61. Toto dělo mělo odměr 14° na každou stranu, náměr +10° a −15°. V bojovém prostoru vezl 15 granátů pro hlavní dělo. Sturer Emil byl vyroben ve dvou kusech (s názvem Max a Moritz) a oba sloužily na východní frontě. Jedno vozidlo bylo zničeno a druhé ukořistěno u Stalingradu v lednu 1943.

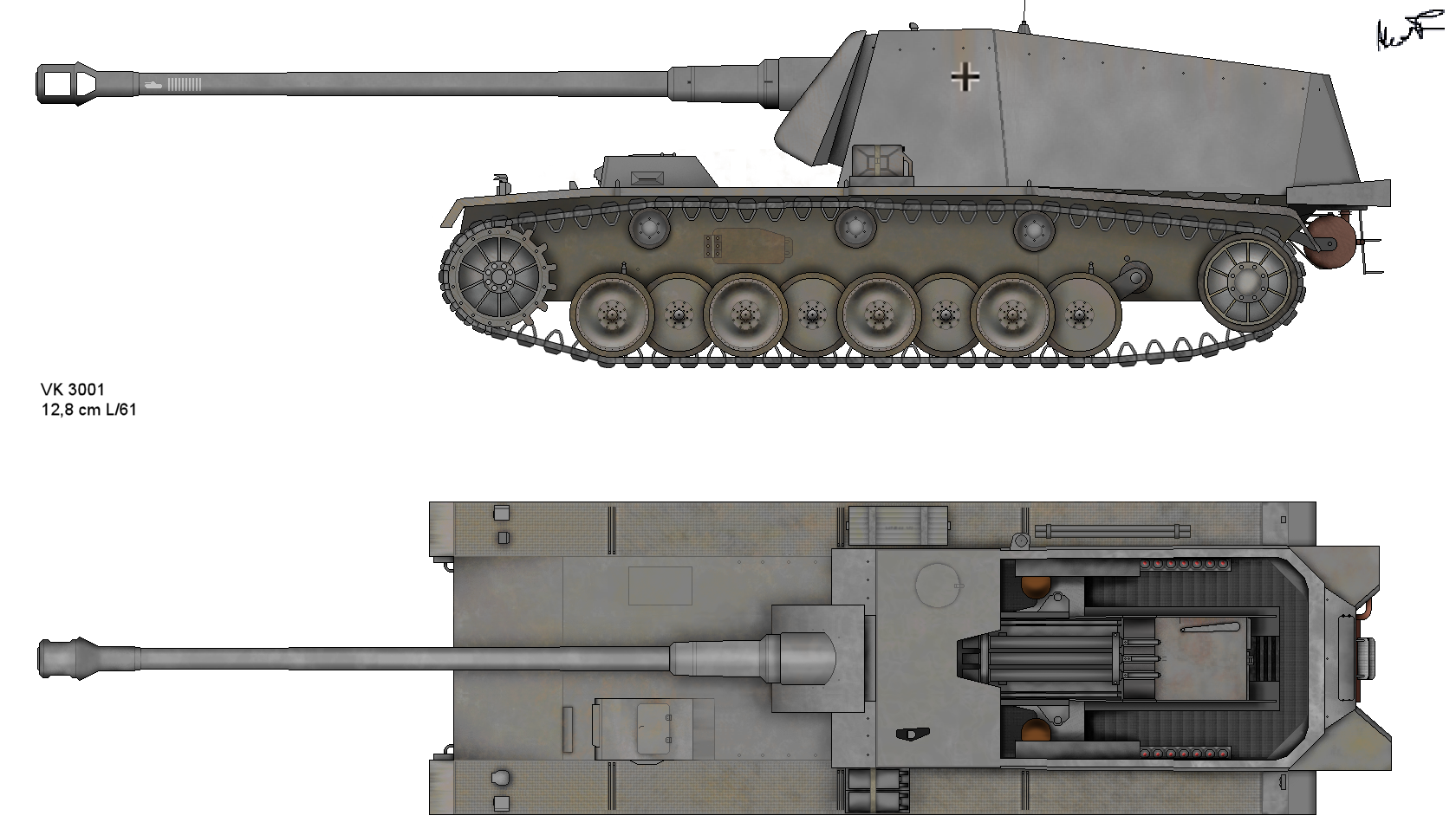
Nákres